# US Open 1978
Die 98. US Open 1978 waren ein Tennis-Hartplatzturnier der Klasse Grand Slam, das von der ITF veranstaltet wurde. Es fand vom 28. August bis 10. September 1978 in Flushing Meadow, New York, Vereinigte Staaten statt. Das Turnier wurde erstmals in Flushing Meadow und auf Hart gespielt.
Titelverteidiger im Einzel waren Guillermo Vilas bei den Herren sowie Chris Evert bei den Damen. Im Herrendoppel waren Bob Hewitt und Frew McMillan, im Damendoppel Martina Navratilova und Betty Stöve und im Mixed Betty Stöve und Frew McMillan die Titelverteidiger.

## Herreneinzel

### Setzliste
| Nr. | Spieler            | Erreichte Runde |
| --- | ------------------ | --------------- |
| 01. | Björn Borg         | Finale          |
| 02. | Jimmy Connors      | Sieg            |
| 03. | Guillermo Vilas    | Achtelfinale    |
| 04. | Vitas Gerulaitis   | Halbfinale      |
| 05. | Eddie Dibbs        | 3. Runde        |
| 06. | Brian Gottfried    | Viertelfinale   |
| 07. | Corrado Barazzutti | 2. Runde        |
| 08. | Raúl Ramírez       | Viertelfinale   |

| Nr. | Spieler         | Erreichte Runde |
| --- | --------------- | --------------- |
| 09. | Manuel Orantes  | 1. Runde        |
| 10. | Sandy Mayer     | 1. Runde        |
| 11. | Roscoe Tanner   | Achtelfinale    |
| 12. | Harold Solomon  | Achtelfinale    |
| 13. | José Luis Clerc | 3. Runde        |
| 14. | Wojciech Fibak  | 3. Runde        |
| 15. | John McEnroe    | Halbfinale      |
| 16. | Arthur Ashe     | Achtelfinale    |

## Dameneinzel

### Setzliste
| Nr. | Spielerin           | Erreichte Runde |
| --- | ------------------- | --------------- |
| 01. | Martina Navratilova | Halbfinale      |
| 02. | Chris Evert         | Sieg            |
| 03. | Virginia Wade       | 3. Runde        |
| 04. | Wendy Turnbull      | Halbfinale      |
| 05. | Tracy Austin        | Viertelfinale   |
| 06. | Dianne Fromholtz    | 3. Runde        |
| 07. | Betty Stöve         | Achtelfinale    |
| 08. | Kerry Reid          | Achtelfinale    |

| Nr. | Spielerin        | Erreichte Runde |
| --- | ---------------- | --------------- |
| 09. | Marise Kruger    | 1. Runde        |
| 10. | Mima Jaušovec    | 2. Runde        |
| 11. | Virginia Ruzici  | Viertelfinale   |
| 12. | Regina Maršíková | Achtelfinale    |
| 13. | Marita Redondo   | Achtelfinale    |
| 14. | JoAnne Russell   | 2. Runde        |
| 15. | Kathy May        | Viertelfinale   |
| 16. | Pam Shriver      | Finale          |

## Herrendoppel

### Setzliste
| Nr. | Paarung                        | Erreichte Runde |
| --- | ------------------------------ | --------------- |
| 01. | Bob Hewitt Frew McMillan       | Viertelfinale   |
| 02. | Wojciech Fibak Tom Okker       | Halbfinale      |
| 03. | Bob Lutz Stan Smith            | Sieg            |
| 04. | Fred McNair Raúl Ramírez       | 1. Runde        |
| 05. | Brian Gottfried Dick Stockton  | Viertelfinale   |
| 06. | Peter Fleming John McEnroe     | Viertelfinale   |
| 07. | Víctor Pecci Kim Warwick       | Viertelfinale   |
| 08. | Marty Riessen Sherwood Stewart | Finale          |

| Nr. | Paarung                       | Erreichte Runde |
| --- | ----------------------------- | --------------- |
| 09. | John Alexander Phil Dent      | Achtelfinale    |
| 10. | Gene Mayer Hank Pfister       | 2. Runde        |
| 11. | Colin Dowdeswell Chris Kachel | 1. Runde        |
| 12. | Bob Carmichael Ray Ruffels    | 2. Runde        |
| 13. | Raymond Moore Roscoe Tanner   | Achtelfinale    |
| 14. | Álvaro Fillol Jaime Fillol    | 1. Runde        |
| 15. | Ross Case Geoff Masters       | Achtelfinale    |
| 16. | Tim Gullikson Tom Gullikson   | Achtelfinale    |

## Damendoppel

### Setzliste
| Nr. | Paarung                              | Erreichte Runde |
| --- | ------------------------------------ | --------------- |
| 01. | Billie Jean King Martina Navratilova | Sieg            |
| 02. | Kerry Reid Wendy Turnbull            | Finale          |
| 03. | Chris Evert Betty Stöve              | 1. Runde        |
| 04. | Mima Jaušovec Virginia Ruzici        | 2. Runde        |

| Nr. | Paarung                         | Erreichte Runde |
| --- | ------------------------------- | --------------- |
| 05. | Françoise Dürr Virginia Wade    | Halbfinale      |
| 06. | Ilana Kloss Marise Kruger       | Achtelfinale    |
| 07. | Regina Maršíková Pam Teeguarden | Achtelfinale    |
| 08. | Ann Kiyomura Sue Mappin         | Achtelfinale    |

## Mixed

### Setzliste
| Nr. | Paarung                      | Erreichte Runde |
| --- | ---------------------------- | --------------- |
| 01. | Frew McMillan Betty Stöve    | Sieg            |
| 02. | Ray Ruffels Billie Jean King | Finale          |
| 03. | Bob Hewitt Wendy Turnbull    | Halbfinale      |
| 04. | Chris Kachel Ilana Kloss     | Achtelfinale    |